# Evans County
Das Evans County ist ein County im Bundesstaat Georgia der Vereinigten Staaten. Der Verwaltungssitz (County Seat) ist Claxton, das nach Kate Claxton, einer damals berühmten Schauspielerin, benannt wurde.

## Geographie
Das County liegt im mittleren Osten von Georgia, ist im Osten etwa 80 km von South Carolina und im Südosten etwa 80 km vom Atlantik entfernt. Es hat eine Fläche von 484 Quadratkilometern, wovon fünf Quadratkilometer Wasserfläche sind und grenzt im Uhrzeigersinn an folgende Countys: Bulloch County, Bryan County, Liberty County, Tattnall County und Candler County.

## Geschichte
Evans County wurde am 11. August 1914 als 150. County in Georgia aus Teilen des Bulloch County und des Tattnall County gebildet. Benannt wurde es nach Clement Anselm Evans, einem General der Konföderierten.

## Demografische Daten
Laut der Volkszählung von 2010 verteilten sich die damaligen 11.000 Einwohner auf 4.033 bewohnte Haushalte, was einen Schnitt von 2,63 Personen pro Haushalt ergibt. Insgesamt bestehen 4.664 Haushalte.
69,6 % der Haushalte waren Familienhaushalte (bestehend aus verheirateten Paaren mit oder ohne Nachkommen bzw. einem Elternteil mit Nachkomme) mit einer durchschnittlichen Größe von 3,16 Personen. In 36,1 % aller Haushalte lebten Kinder unter 18 Jahren sowie in 28,9 % aller Haushalte Personen mit mindestens 65 Jahren.
28,5 % der Bevölkerung waren jünger als 20 Jahre, 27,0 % waren 20 bis 39 Jahre alt, 25,7 % waren 40 bis 59 Jahre alt und 18,9 % waren mindestens 60 Jahre alt. Das mittlere Alter betrug 36 Jahre. 49,0 % der Bevölkerung waren männlich und 51,0 % weiblich.
58,8 % der Bevölkerung bezeichneten sich als Weiße, 29,1 % als Afroamerikaner, 0,2 % als Indianer und 0,7 % als Asian Americans. 10,2 % gaben die Angehörigkeit zu einer anderen Ethnie und 1,1 % zu mehreren Ethnien an. 13,1 % der Bevölkerung bestand aus Hispanics oder Latinos.
Das durchschnittliche Jahreseinkommen pro Haushalt lag bei 37.804 USD, dabei lebten 27,0 % der Bevölkerung unter der Armutsgrenze.

## Kultur und Sehenswürdigkeiten

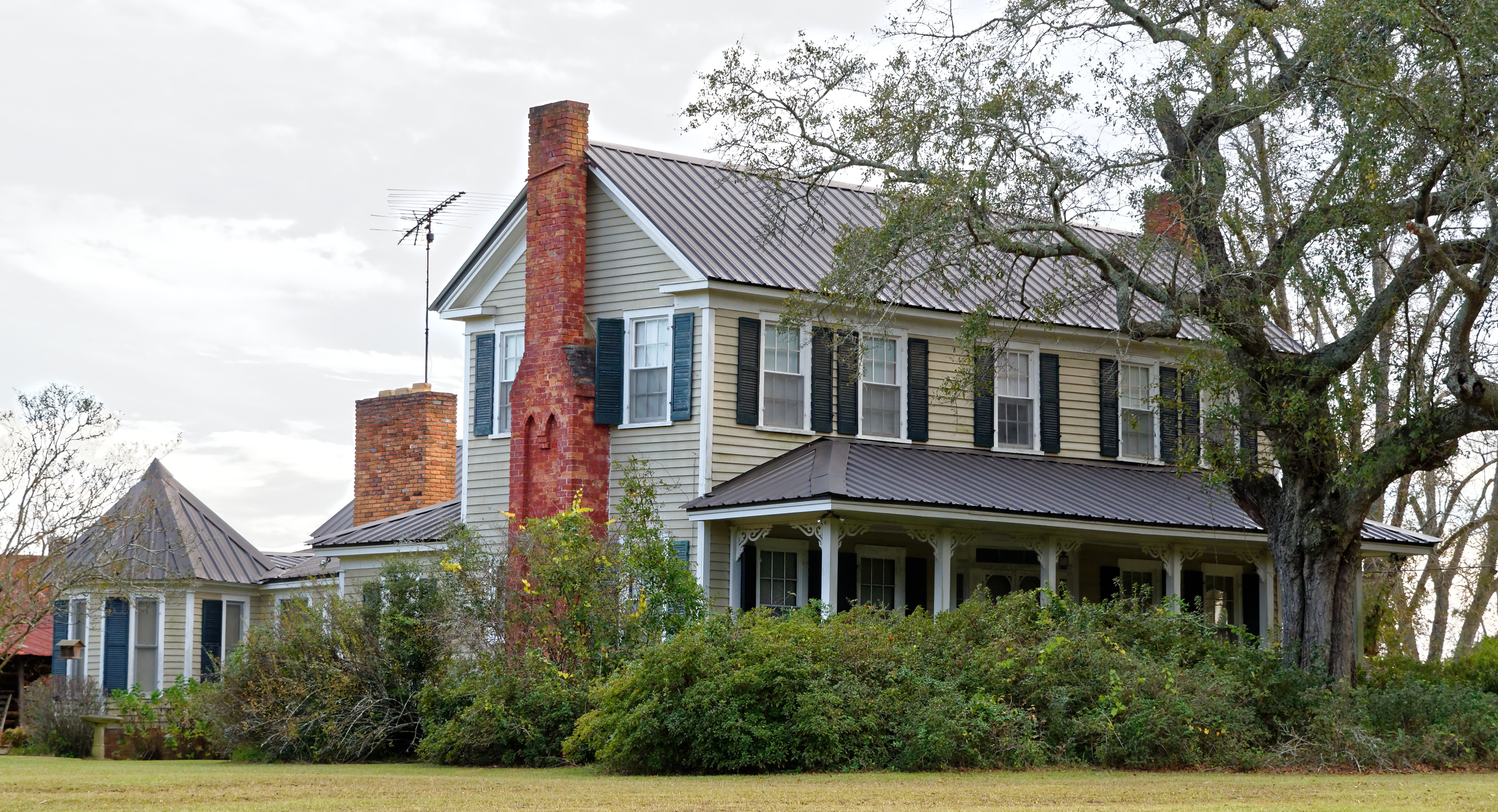
Herrenhaus der Mitchell J. Green Plantation (2018). Diese auch als Cottonham bekannte Plantage entstand im 19. Jahrhundert und umfasst 13 zum Schutzstatus „beitragende Bauwerke und Strukturen“. Das Hauptgebäude wurde im Jahr 1878 errichtet. Im April 1989 wurde der Historic District als erstes Objekt im Evans County in das NRHP aufgenommen.

Drei Bauwerke und ein „historischer Bezirk“ (Historic District) im Evans County sind im National Register of Historic Places („Nationales Verzeichnis historischer Orte“; NRHP) eingetragen (Stand 13. Dezember 2023), neben dem Gerichts- und Verwaltungsgebäude sind dies zwei Anwesen und eine Plantage.

## Orte im Evans County
Orte im Evans County mit Einwohnerzahlen der Volkszählung von 2010:
Cities:
- Bellville – 123 Einwohner
- Claxton (County Seat) – 2393 Einwohner
- Daisy – 129 Einwohner
- Hagan – 996 Einwohner